# پتار آتاناسوف (بازیکن فوتبال)
پتار آتاناسوف (انگلیسی: Petar Atanasov؛ زادهٔ ۱۳ اکتبر ۱۹۹۰) بازیکن فوتبال اهل بلغارستان است.
از باشگاه‌هایی که در آن بازی کرده است می‌توان به باشگاه فوتبال بوتو پلوودیو اشاره کرد.
وی همچنین در تیم ملی فوتبال زیر ۲۱ سال بلغارستان بازی کرده است.